# Понтьяк (муниципалитет)

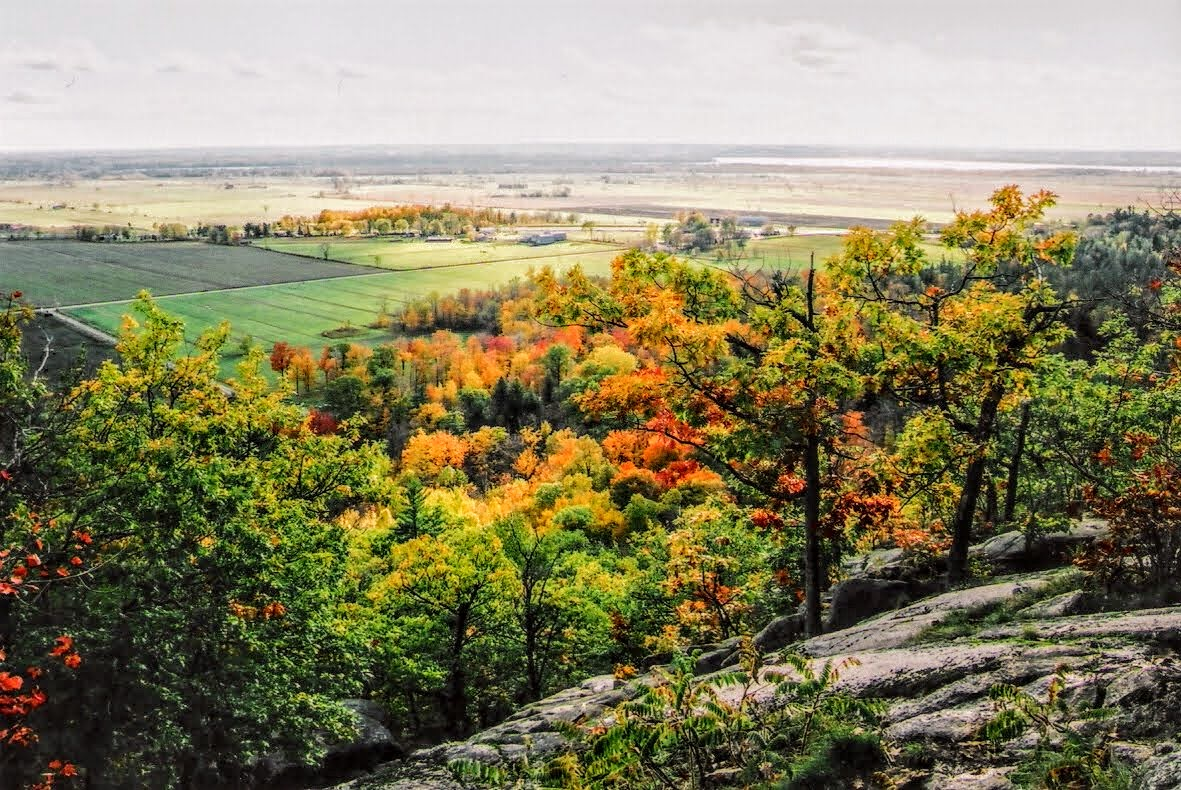
Вид на Понтьяк с Холмов Гатино.

Понтьяк (реже Понтиак), фр. Pontiac — муниципалитет на западе канадской провинции Квебек в округе Ле-Коллин-де-ль’Утауэ (en:Les Collines-de-l'Outaouais Regional County Municipality) на реке Оттава.
Муниципалитет Понтьяк не следует путать с округом Понтьяк (en:Pontiac Regional County Municipality), с которым он граничит, но в состав которого не входит.
Понтьяк входит в состав Национального столичного региона Канады.
Стоимость жизни в Понтьяке довольно низка, и местные власти пытаются привлечь иммигрантов для стимулирования местной экономики. Большинство населения составляют франкоканадцы, англоканадцы и потомки немецкоязычных иммигрантов. Текущий уровень безработицы — 11 %. В регионе имеется единственная больница, испытывающая нехватку врачей, что в целом характерно для всего Квебека.

## Общины
Понтьяк был образован в 1975 г. в результате слияния общин Онсло, Ирдли, Кион и Онсло-Парти-Сюд.
В настоящее время он включает следующие общины:
- Бич-Гроув (Beech Grove)
- Брекенридж (Breckenridge)
- Ирдли (Eardley)
- Хейуорт (Heyworth)
- Ласквиль (Luskville)
- Норт-Онсло (North Onslow)
- Онсло-Корнерс (Onslow Corners)
- Понтьяк-Стейшен (Pontiac-Station)
- Кион (Quyon)
- Рутледж (Ruthledge)
- Стил (Steel)
- Уаймен (Wyman)